# Пржиялковский, Виктор Владимирович
Виктор Владимирович Пржиялко́вский (2 марта 1930, Серпухов, Московская область, РСФСР — 23 августа 2016, Москва, Российская Федерация) — разработчик советских ЭВМ, один из создателей советской промышленности производства средств ВТ общего и специального назначения, Герой Социалистического Труда (1983). Лауреат Государственной премии СССР.

## Биография
В 1953 году окончил МЭИ и поступил на работу в Пензенский филиал СКБ-245. Участвовал в создании сеточной модели ЭИС (блок центрального управления и блок инжекционных скважин), был главным конструктором ЭВМ «Гранит», предназначенной для обработки результатов артиллерийской стрельбы.
В 1956—1959 годах — старший инженер в/ч 06669 в Ногинске. Участвовал в создании полупроводниковой ЭВМ (арифметическое устройство и устройства местного и центрального управления).
В 1959—1971 годах работал на различных должностях в СКБ Минского завода имени Г. К. Орджоникидзе, с 1964 года — главный инженер СКБ, затем заместитель директора филиала НИЦЭВТ по научной работе, главный конструктор ряда ЭВМ серии «Минск», ЕС-1020. В 1977 году назначен директором НИЦЭВТ, до 1988 года являлся генеральным директором НПО «Персей», генеральным конструктором ЕС ЭВМ, главным конструктором БЦВМ комплекса «Аргон».
С 1990 года — начальник лаборатории технико-экономического анализа, с 1994 года — главный научный сотрудник, начальник лаборатории ОАО НИЦЭВТ. Профессор (1985).
Сочинения:
- Электронная вычислительная машина ЕС-1020 [Текст] / В. В. Пржиялковский, Г. Д. Смирнов, Н. А. Мальцев и др.] ; Под общ. ред. А. М. Ларионова. — Москва : Статистика, 1975. — 128 с. : ил.; 21 см.

## Награды и премии
- Государственная премия СССР (1970) — за создание семейства универсальных ЭВМ второго поколения типа «Минск» и освоение их серийного производства
- Герой Социалистического Труда (12.03.1983)
- орден Ленина (12.03.1983)
- орден Октябрьской революции (1971)
- орден Трудового Красного Знамени (1977)
- медали